# Sammie Six
Sammie Six (Denver, Colorado; 10 de septiembre de 1988) es una actriz pornográfica y modelo erótica estadounidense.

## Biografía
Natural del estado de Colorado, donde nació en septiembre de 1988, nació con el nombre de Chloh Regrets. Trabajó como cosmetóloga durante bastantes años antes de entrar en la industria del cine para adultos. Debutó como actriz en marzo de 2015, con 27 años de edad. Fue descubierta por la actriz, directora y productora Joanna Angel, quien la contactó tras un intercambio de mensajes para grabar sus dos primeras escenas con su estudio Burning Angel.
Como actriz, ha trabajado con estudios como Evil Angel, Elegant Angel, Devil's Film, Wicked Pictures, Filly Films, Desire Films, Adult Source Media, Kink.com, Naughty America, Cherry Pimps o Brazzers, entre otros.
En 2016 ganó su primer trofeo, en los Inked Awards, a la Mejor escena chica/chica, que supuso además su primera escena de sexo lésbico, junto a Kleio Valentien por Ronda ArouseMe, rodada por Joanna Angel para Burning Angel.
Residente en California, es una apasionada del monopatín, del surf, el senderimos, las artes plásticas y el skateboarding. Se retiró temporalmente en 2016, regresando a escena en 2017. Divorciada, es madre de un hijo.
En 2021 recibió su primera nominación en los Premios AVN a la Mejor escena de sexo lésbico en grupo por Alexis Texas Lesbian House Party!, junto a Alexis Texas, Kleio Valentien, Zoey Monroe, Jayden Cole, Ana Foxxx, Dava Foxx y Jenna Foxx.
Ha rodado más de 60 películas como actriz.
Algunos trabajos suyos son Alexis Texas Roadtrip, Axel Braun's Inked 4, Blowjob Bangers, Dirty Secrets P.O.V., Gape, It's My First Time 3, Lez Be Real, Ready For Anal 4 o Squirt Gangbang 6.

## Premios y nominaciones
| Año  | Ceremonia    | Resultado | Premio                                | Trabajo                           |
| ---- | ------------ | --------- | ------------------------------------- | --------------------------------- |
| 2016 | Inked Awards | Ganadora  | Mejor escena chica/chica              | Ronda ArouseMe                    |
| 2018 | Inked Awards | Nominada  | Mejor Ink                             | —                                 |
| 2018 | Nightmoves   | Nominada  | Estrella del año                      | —                                 |
| 2021 | Premios AVN  | Nominada  | Mejor escena de sexo lésbico en grupo | Alexis Texas Lesbian House Party! |